# Дерамбарш, Араш
 Араш Дерамбарш (фр. Arash Derambarsh) — французский политик, писатель и юрист.

## Борьба с пищевыми отходами
Дерамбарш приложил много усилий, чтобы сократить пищевые отходы и бороться с ними. Будучи информированным об огромном количестве выброшенных продуктов питания супермаркетами в мусор, Дерамбахш искал законный способ, чтобы раздать продукты, которые все еще пригодны для использования нуждающимся. Дерамбарш смог собрать 21000 подписей с помощью своей группы и внес законопроект в парламент Франции. В конце концов его законопроект был принят в парламенте Франции, согласно которому любые супермаркеты, площадью более 400 квадратных метров, не будут позволено выбрасывать пригодные для употребления продукты, которые не были проданы за определенный срок. Дети также должны быть обучены во французских школах правильному потреблению продуктов питания.
Он опубликовал книгу под названием «Manifeste contre le gaspillage alimentaire». Эта книга рассказывает историю депутата, который старается не допускать, чтобы крупные супермаркеты выбрасывали продукты питания. Он получил премию Эдгара-Фора за свою книгу как лучшая политическая книга года. Дерамбарш вошел в список топ-100 мировых мыслителей журнала Foreign Policy в рейтинге 2016 года.
В 2020 году его докторская диссертация была отозвана Пантеон-Сорбоннским университетом за плагиат, и он объявил, что обжалует это решение.